# Skævinge
Skævinge est une ancienne municipalité, rattachée depuis 2007 à Hillerød, dans la région de Hovedstaden, au Nord-Est de l'île de Sjælland, au Danemark.